# Astragalus biebersteinii
Astragalus biebersteinii är en ärtväxtart som beskrevs av Aleksandr Andrejevitj Bunge. Astragalus biebersteinii ingår i släktet vedlar, och familjen ärtväxter. Inga underarter finns listade i Catalogue of Life.